# Mbuku-Mbandu
Pour les articles homonymes, voir Mbuku.
Mbuku-Mbandu est une localité de la République démocratique du Congo, située dans la province du Bas-Congo.